# Black Pearl (fictief schip)

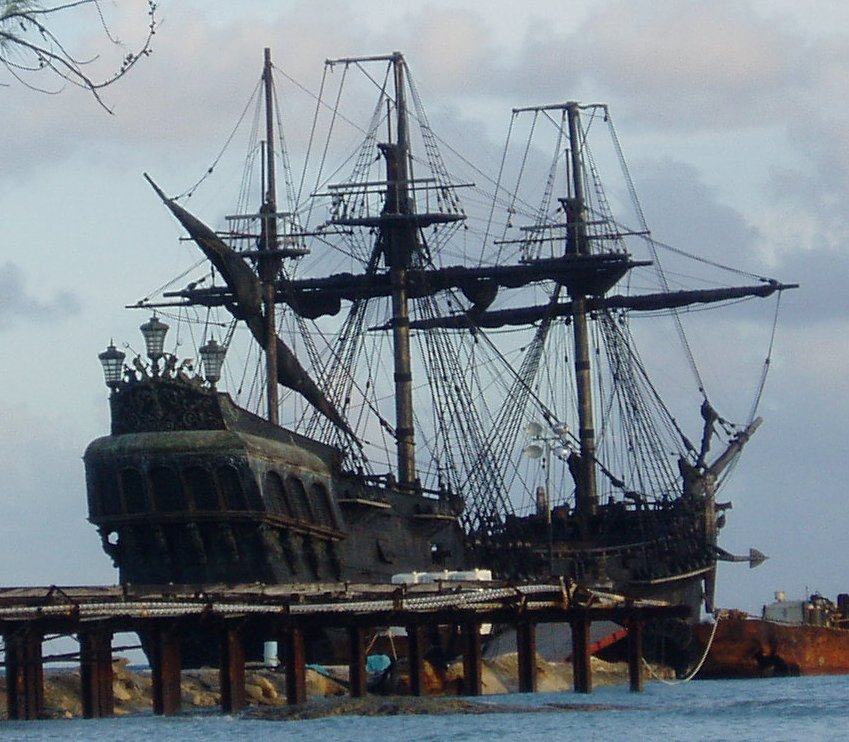
De Black Pearl

De Black Pearl (Nederlands: Zwarte Parel), type; East Indiaman Galleon, vaak ook simpelweg de Pearl genoemd, is een fictief piratenschip dat voorkomt in de films Pirates of the Caribbean: The Curse of the Black Pearl, Pirates of the Caribbean: Dead Man's Chest, Pirates of the Caribbean: At World's End, Pirates of the Caribbean: On Stranger Tides en Pirates of the Caribbean: Dead Men Tell No Tales. Het schip behoort toe aan Captain Jack Sparrow.

## Geschiedenis
Het schip heette oorspronkelijk Wicked Wench (een naam overgenomen van een schip uit de Disneyland-attractie), en was reeds van Jack toen die nog werkte voor de Britse Oost-Indische Compagnie. Toen Jack weigerde een groep slaven te vervoeren, werd het schip verbrand en gezonken door Lord Cutler Beckett. Later werd het schip van de zeebodem gehaald door Davy Jones als onderdeel van een deal die hij had gemaakt met Jack Sparrow. Jack hernoemde het schip The Black Pearl vanwege de zwarte kleur die het had gekregen.
De Black Pearl was twee jaar lang het schip van Jack Sparrow. Hij werd echter verraden door zijn bemanning, die onder leiding van zijn eerste stuurman Hector Barbossa een muiterij begonnen en Jack achter lieten op een eiland. De crew voer daarna met de Black Pearl naar het eiland Isla de Muerta, waar ze de legendarische schat van Hernán Cortés stalen. Door deze schat te stelen werd de bemanning vervloekt: ze veranderden allemaal in levende skeletten. De vloek trof zelfs de Black Pearl, die vanaf dat moment continu in mist was gehuld.
Door zijn verdwijning in de mist kon dit piratenschip toen jaren nederzettingen en schepen overvallen zonder gepakt te worden.
In Pirates of the Caribbean: The Curse of the Black Pearl valt de Black Pearl Port Royal aan omdat daar zich een van de gestolen munten bevindt. De Black Pearl neemt Elisabeth Swann gegijzeld en dan gaan Will Turner en Jack Sparrow op zoek naar Elisabeth. De Black Pearl neemt het op tegen de interceptor en wint het gevecht. Aan het einde van de film wordt vloek opgeheven en sterft Barbossa. Aan het eind van de film wordt de Pearl uiteindelijk teruggestolen door Jack en zijn nieuwe bemanning. Nadat de vloek is opgeheven, verdwijnt de mist.
In Pirates of the Caribbean: Dead Man's Chest wordt meer onthuld over het verleden van Jack Sparrow en de Black Pearl. Nadat de Black Pearl was gezonken, maakte Jack een deal met Davy Jones. Als Jones het schip zou laten herrijzen uit de golven en Jack kapitein zou maken, zou Jack over 13 jaar zijn ziel geven aan Jones. Davy Jones komt aan boord van de Black Pearl en wist zo zijn deal uit te stelen. Rond het einde van de film komt de Black Pearl in een gevecht met de Flying Dutchman waarna de Black Pearl vlucht, want ze is veel sneller dan de dutchman. Jones roept de kraken op en trekt de Pearl samen met Jack Sparrow naar de bodem van de zee.
In de derde film (Pirates of the caribbean at world's end) is de Pearl voor het eerst te zien in Davy Jones locker waar ze ligt op land, en Jack stilaan gek begint te worden en te hallucineren. Maar de Pearl heeft veel van haar glorie verloren, gebroken ramen in Jacks kajuit, kapotte geschutpoorten, een kapotte lamp en veel houtschade. Ze komt terug in aanraking met water wanneer ze door krabben gedragen wordt en van een duin afglijdt (tijdens Jack beroemde intro). Maar omdat twee kapiteins op een schip te veel is hebben Jack en Barbossa ook heel de tijd ruzie en discussies over wie de leider is. De Pearl komt terug in de wereld van de levenden (onze dus), wanneer het schip vlak voor zonsondergang 180° is gedraaid en de "green flash" tevoorschijn komt. Niet lang nadat ze terug in de normale wereld is brengt ze al veel schade toe aan de Endeavour, Lord Cutler Becketts vlaggenschip, tijdens de ontsnapping. Onder andere wordt de hoofdmast van de Endeavour vernietigd. Dan arriveert de Black Pearl in Shipwreck Cove. In de strijd tegen de armada van Beckett gaat de Black Pearl over tot actie. De Pearl en de Flying Dutchman zijn de enige schepen die de maalstroom in gaan. De Endeavour en alle andere schepen kijken van op afstand toe. De Black Pearl overleeft de slag, en de Flying Dutchman is nu onder leiding van Will Turner, die met behulp van Elizabeth en Jack het hart van Jones had doorboord. Ze keren zich beiden tegen de Endeavour. De Endeavour wordt verwoest, Beckett komt om het leven en de Armada van de EITC keert terug. De broederschapsraad heeft gewonnen. Later wordt de Pearl weer gestolen door Barbossa en Jack zal weer een manier moeten zoeken om de Pearl terug te krijgen. En nu heeft Barbossa een schip, Will ook en zelfs Elizabeth heeft er eentje. Jack heeft echter geen schip meer.
In de vierde film (pirates of the caribbean on stranger tides) blijkt de Pearl te zijn gestolen door Blackbeard, die het schip net als vele andere schepen heeft verkleind en in een fles gestopt. Aan het eind van de film slagen Jack en Gibbs erin de fles met de Pearl te bemachtigen, maar weten nog niet hoe ze het schip weer op normaal formaat moeten krijgen.
In het vijfde deel (Pirates of the caribbean dead men tell no tales of salar's revenge) is de Pearl weer te zien, nadat Barbossa het schip verlost uit de fles met het zwaard van Blackbeard. Eerst lijkt het een miniatuurschip te blijven, daarna gooit Barbossa het schip in de zee waarna het weer zijn ware grootte aanneemt. Vervolgens nemen kapiteinen Sparrow en Barbossa het op tegen de ondoden van kapitein Salazar, aangezien de Pearl als enige schip van de zee kan concurreren met de snelheid van Salazars schip. Aan het einde van de film is de Black Pearl weer in de handen van Jack Sparrow en kan Jack samen met zijn schip weer de zeeën bevaren en veroveren.  

## Bewapening
De Pearl is redelijk tot goed bewapend. Het schip heeft 32 kanonnen, waarvan 18 op het kanonnendek en 14 op het bovendek. Het schip heeft geen kanonnen op de boeg en achtersteven, wat vrij ongebruikelijk is voor een piratenschip. De kanonnen zijn net als de rest van het schip zwart en staan bekend als onoverwinnelijk. Het enige schip dat sterkere kanonnen heeft, is de Flying Dutchman en de Endeavour. 

## Nagebouwd schip
De opnames van de scènes met de Black Pearl in de eerste Pirates-film waren niet op een echt schip, maar op een houten constructie die voor de waterscènes op een drijvende bak werd geplaatst. Voor de tweede en derde film werd een echt schip gebouwd, maar niet een authentiek, groot schip.

## Trivia
- Van de Black Pearl wordt beweerd dat het een onverslaanbaar schip is. In de eerste twee films slaagde de Pearl er inderdaad in alle vijandelijke schepen te overmeesteren of te snel af te zijn. De Pearl haalde zelfs de Interceptor in, een schip dat bekendstond als het snelste schip in het Caraïbisch gebied. In de tweede film weet de Pearl de Flying Dutchman voor te blijven.